# 菲拉 (安提帕特之女)
菲拉（?—前287年），馬其頓攝政安提帕特的女兒，後來成為德米特里的王后，也是希臘化時代第一位獲得巴賽麗莎（Basilissa）頭銜的女性。
菲拉在她那個時代就已是一位聞名的女性，以她的德行和高貴在當時的女性無人能及。她在早年時就已經展露出她的智慧和卓越的判斷力，以至於她的父親安提帕特經常詢問她有關政治上的事務。根據安東尼·第歐根尼（Antonius Diogenes）記載，菲拉可能在前332年以後嫁給一位名叫巴拉克魯斯的人，他可能就是擔任奇里乞亞總督的巴拉克魯斯。在前322年，她的父親為了感謝克拉特魯斯於拉米亞戰爭時幫助他，把菲拉嫁給克拉特魯斯，並有一個兒子也命名為克拉特魯斯。當克拉特魯斯戰死後，菲拉又嫁給比她年輕的安提柯之子德米特里，這次婚姻可能在前319年到前315年之間開始。
儘管她與德米特里的年齡有一段差距，菲拉仍對她年輕的丈夫有很大的影響力，德米特里也對她非常敬重，儘管德米特里性格風流且有許多其他妻妾，他們倆人仍十分恩愛。德米特里後來於四處南征北討之時，菲拉似乎主要居住於賽普勒斯，如德米特里圍攻羅德島的那段時間，她就曾從賽普勒斯寫信給德米特里，並送他許多貴重的物品。德米特里在伊普蘇斯戰役戰敗後，菲拉與德米特里會合。她丈夫派她前往馬其頓與她兄弟卡山德和解並談和約，結束此事後菲拉似乎又回到賽普勒斯居住，於前295年時，埃及托勒密一世率軍奪取德米特里的賽普勒斯，並包圍菲拉所在的薩拉米斯。薩拉米斯最終被迫投降，托勒密一世以最高規格的方式對待菲拉，並且把她和她子女送還給德米特里。
馬其頓國王卡山德逝世後，國內王室陷入紛爭，加上馬其頓人對安提帕特的女兒菲拉素有好感，德米特里趁著這個機會奪下馬其頓王位，成為馬其頓的國王。菲拉這時與她丈夫命運與共，且很注重人民對王室的愛戴。但在前287年，其他繼業者各國聯手攻擊德米特里，促使馬其頓軍隊譁變，德米特里幾乎喪失所有地位，他和他的家室逃到卡山德里亞，這時菲拉已經對未來絕望，承受不了這種命運下服毒自殺，結束生命。
菲拉與德米特里生有兩個孩子，安提柯二世和斯特拉托妮可。她的兒子安提柯後來成為馬其頓國王，而女兒斯特拉托妮可嫁給塞琉古國王塞琉古一世，後來改嫁給塞琉古國王安條克一世。

## 來源
1. ↑  弗提, Bibliotheca, cod. 166
2. ↑  西西里的狄奧多羅斯, Bibliotheca, xviii. 18
3. ↑  普魯塔克, 希臘羅馬名人傳, "Demetrius", 14
4. ↑  狄奧多羅斯, xix. 59
5. ↑  普魯塔克, 22, 32, 35, 37, 38, 45; Diodorus, xx. 93
6. ↑  普魯塔克, 31, 37, 53

- 威廉·史密斯，《希腊羅馬的神話和傳記辭典》, "Phila (2)" （页面存档备份，存于）, 波士頓, (1867)